# Jason Derek Brown
Jason Derek Brown (ur. 1 lipca 1969 lub 17 stycznia 1971 w Kalifornii) – amerykański importer sprzętu golfowego oskarżony o morderstwo, rabunek i ucieczkę w celu uniknięcia odpowiedzialności karnej, 489. osoba umieszczona na liście 10 Najbardziej Poszukiwanych Zbiegów Federalnego Biura Śledczego. 

## Życie przed oskarżeniem
Urodził się 1 lipca 1969 lub 17 stycznia 1971 w Kalifornii. Został magistrem przedsiębiorczości międzynarodowej i nauczył się płynnie mówić po francusku. Pracował jako importer sprzętu golfowego, a z zamiłowania był golfistą, snowboardzistą, narciarzem oraz motocyklistą. Jako członek Kościoła Jezusa Chrystusa Świętych w Dniach Ostatnich odbył misję w okolicach Paryża, stolicy Francji. Był znany z zamiłowania do drogich rzeczy i prób wywarcia nimi wrażenia na innych.

## Oskarżenie i postępowanie
Został oskarżony o to, że w listopadzie 2004 dopuścił się rabunku z bronią w ręku. Incydent miał miejsce 29 listopada 2004 w Ahwatukee Foothills w Phoenix w stanie Arizona. Około godziny 10:00 dwudziestoczteroletni strażnik Robert Keith Palomares został zastrzelony przed kinem AMC Ahwatukee. Napastnik ukrywał się przy kasie biletowej, a następnie sześć razy wystrzelił z pistoletu kalibru 45 z bliskiej odległości, trafiając swoją ofiarę przynajmniej pięć razy w głowę. Następnie obrabował pilnowaną przez strażnika furgonetkę pancerną, w której było ponad 56 tysięcy dolarów amerykańskich. Mając worek pieniędzy, uciekł z miejsca przestępstwa na rowerze górskim, który porzucił w jednej z pobliskich alejek. Policja oświadczyła, że znalazła na porzuconym rowerze dowód wiążący przestępstwo z Jasonem Derekiem Brownem. Zdaniem śledczych zbieg opuścił stan samochodem marki BMW, a w ucieczce mógł pomóc brat zbiega. Wkrótce Brown został zauważony w Hrabstwie Orange w Kalifornii. 4 grudnia sąd najwyższy Arizony wydał nakaz aresztowania Browna pod zarzutem morderstwa pierwszego stopnia i rabunku z bronią w ręku. 6 grudnia sąd okręgowy dodatkowo oskarżył go o nielegalną ucieczkę w celu uniknięcia odpowiedzialności karnej.
18 stycznia 2005 w Portland w stanie Oregon odnaleziono jego Cadillac Escalade na parkingu należącym do portu lotniczego Portland.
8 grudnia 2007 Brown został 489. osobą dodaną do listy 10 Najbardziej Poszukiwanych Zbiegów Federalnego Biura Śledczego. 7 września 2022 roku został usunięty z listy po tym jak FBI podało informację, że nie spełnia już kryteriów, aby był na liście.